# Paul Collin
 (mars 2012).
Paul Collin est un poète et auteur dramatique français de la deuxième moitié du XIXe siècle, né le 12 juillet 1843 à Conches dans le département de l’Eure et mort le 5 février 1915 à Paris.

## Éléments biographiques
Sa famille paternelle, établie à Paris dès le début du XVIIe siècle, compte des fonctionnaires de rang honorable, des notaires et des médecins ; son père Adrien Collin fut un temps Directeur du Service des Postes de l’Eure, et un de ses oncles est avoué auprès de la Cour d’Appel de Paris ; sa famille maternelle est établie de très longue date dans la région de Conches, sa mère Euphrosine Legendre descend des familles Le Seigneur et Defougy, ces derniers accédant à une petite noblesse d’épée au début du XVIIIe siècle et occupant plusieurs décennies le poste de maire de cette ville.
Il devient donc avocat. Mais la poésie est sa véritable vocation, et plus spécialement la composition de textes musicaux, une activité qui le mettra en relation avec de nombreux musiciens de la fin du XIXe siècle, dont Gabriel Fauré, César Franck, Jules Massenet, Clémence de Grandval, avec laquelle il est distingué par la toute première attribution du prix Rossini en 1881 pour l'oratorio "La fille de Jaïre", ainsi qu’avec divers poètes et critiques littéraires du temps, comme Émile Deschamps, auteur de livrets d’opéras et de traductions de Shakespeare, ami de Hugo, Vigny et Nodier, et Jules Janin, journaliste, auteur de romans et nouvelles, et surtout critique littéraire, qui avait connu Talma, Frédéric Lemaître et Mademoiselle Mars, considéré en son temps à l’égal de Sainte-Beuve, à qui il succède d’ailleurs à l’Académie française. Paul Collin contribuait par ailleurs comme critique à la revue Le Ménestrel.

## Compositions pour œuvres musicales
- Musique de Gabriel Fauré : Naissance de Vénus (1900) ;
- musique de César Franck : Rebecca, cantate (1881) ;
- musique de Jules Massenet : Narcisse, idylle antique pour solo et chœur (1878); Poème d’octobre ;Ulysse à l'île des Sirènes, cantate (1879)
- musique de Clémence de Grandval : La fille de Jaïre oratorio (1881); La ronde des songes, scène fantastique (1880) ; "Éternité", chanson (1883)
- musique de Sylvain Dupuis : Moïna ;
- musique de Théodore Dubois : L'enlèvement de Proserpine ;
- musique de René de Boisdeffre : Moïse sauvé des eaux ; Latone ; Ewa la folle ; Jeanne d'Arc prisonnière ;
- musique de Louis de Maupeou : Cendrillon ;
- musique de Charles Lefebvre : Melka ; Judith, drame lyrique ; Zaïre", opéra (1890)
- musique d'Henri Maréchal : L'Étoile ; L’Éternel Chemin
- musique de P. Flon : Acté la Bacchante ;
- musique de Paul Deschamps : La fille d'Hercule ;
- musique de Léon Delahaye : Daniel, oratorio en deux parties ;
- musique de Georges Pfeiffer : Agar, scène biblique ;
- musique d'Arthur Coquard : Deux chœurs ;
- musique d'Eduard Lassen : Christophe Colomb ;
- musique d'Hector Salomon : Salut Printemps, Salut Aurore ;
- musique de Juliette Folville, Attala (1890)
- musique de G. de Kerguéven : La Femme.
- musique de Pietro Mascagni : Amica, opéra, (1905)
- musique de Pyotr Ilyich Tchaikovsky : Déception, No. 2 des Six chansons françaises, Op. 65,(1888), ainsi que Sérénade ("J'aime dans le rayon"), No. 3 du même, Qu'importe que l'hiver, No. 4 et Rondel, No. 6 idem[5],
- musique de Gaston Salvayre, (1847-1918) : aubades Toi, la beauté, toi la jeunesse - J'ai cherché le repos; Chanson mauresque, Les filles d'Afrique - Chansons diverses J'aime dans le rayon (poème aussi utilisé par Tchaikovsky). Viens-tu pas ma belle, c'est l'heure - Réveil d'amour.
- musique de Charles Grisart: Orphelin(1881)
- musique de Jules Mouquet: Le sacrifice d'Isaac, mélodie biblique (1902)
- musique de Bernard Crocé-Spinelli (de)[6]: Radegonde, cantate(1898)
- musique d'Eugénie-Emilie Juliette Folville : Attala (1873), opéra
- musique de Charles Lefebvre : Hymne opus 52 (1900)
- musique de Charles Lefebvre : Eloa, poème lyrique d'après Alfred de Vigny (1900)
- musique de Claude Delvincourt : Fulvia, cantate (1912)

## Publications
- Musique de chambre, poésies, chez Hachette ;
- Glas et carillons, poésies, chez Hachette et Lemerre, 1874 ;
- Du grave au doux, poésies, chez Hachette, 1878 ;
- Les Heures Paisibles, poésies, chez Hachette, 1883 ;
- Judith, drame lyrique, musique de Charles Lefebvre, chez Mackar ;
- Poèmes Musicaux, chez Tresse et Stock, 1886 ;
- Poèmes sacrés et profanes.
- Trente Poésies Russes, imitées par Paul Collin, chez Alphonse Lemerre, 1894
- Fleurs de givre, chez Alphonse Lemerre, 1899